# Karel Stibor
Karel Stibor (* 5. November 1924 in Prag, Tschechoslowakei; † 8. November 1948 über dem Ärmelkanal) war ein tschechischer Eishockeyspieler.  

## Karriere
Karel Stibor verbrachte seine gesamte Karriere als Eishockeyspieler in seiner Heimatstadt beim LTC Prag. Mit seiner Mannschaft wurde der Angreifer in den Jahren 1943 und 1944 jeweils Meister des Protektorats Böhmen und Mähren. Von 1945 bis 1948 spielte er mit dem LTC Prag in der 1. Liga, der höchsten tschechoslowakischen Spielklasse. Mit dem Hauptstadtklub gewann er in den Jahren 1946, 1947 und 1948 drei Mal in Folge den nationalen Meistertitel. Stibor starb im November 1948 im Alter von 24 Jahren bei einem Flugzeugabsturz über dem Ärmelkanal.  

### International
Für die Tschechoslowakei nahm Stibor an der Weltmeisterschaft 1947 sowie den Olympischen Winterspielen 1948 teil. Bei der Weltmeisterschaft 1947 gewann er mit seiner Mannschaft die Gold-, bei den Olympischen Winterspielen 1948 die Silbermedaille. Bei beiden Turnieren wurde die Tschechoslowakei als bestes europäisches Team Europameister.

## Erfolge und Auszeichnungen
- 1943 Meister des Protektorats Böhmen und Mähren mit LTC Prag
- 1944 Meister des Protektorats Böhmen und Mähren mit LTC Prag
- 1946 Tschechoslowakischer Meister mit LTC Prag
- 1947 Tschechoslowakischer Meister mit LTC Prag
- 1948 Tschechoslowakischer Meister mit LTC Prag
- 2010 Aufnahme in die Tschechische Eishockey-Ruhmeshalle

### International
- 1947 Goldmedaille bei der Weltmeisterschaft
- 1948 Silbermedaille bei den Olympischen Winterspielen